# Léa Passion : Cuisine
 (janvier 2015).
Si vous disposez d'ouvrages ou d'articles de référence ou si vous connaissez des sites web de qualité traitant du thème abordé ici, merci de compléter l'article en donnant les références utiles à sa vérifiabilité et en les liant à la section « Notes et références ».
Léa Passion : Cuisine (Imagine Happy Cooking en Europe, Imagine Master Chef en Amérique du Nord) est un jeu vidéo de simulation développé par le studio de développement MTO et édité par Ubisoft sur Nintendo DS.

## Synopsis
Léa, jeune fille en première, panique car son père va rentrer et qu'elle lui a promis de lui préparer un plat pour son retour, bien que ne sachant pas encore cuisiner.
Elle voit alors une « étoile filante » qui s'avère être un esprit de la Lune. Son lapin en peluche, Soti, prend alors vie.
Par la suite, Léa rencontre Rachel Jones, qui lui apprend la cuisine.

## Accueil
- IGN : 7/10[1]
- Jeuxvideo.com : 10/20[2]